# 休·波利策
休·波利策（英語：Hugh Politzer，1949年8月31日—），出生于纽约，美国物理学家，2004年获诺贝尔物理学奖。